# Mindy Finn

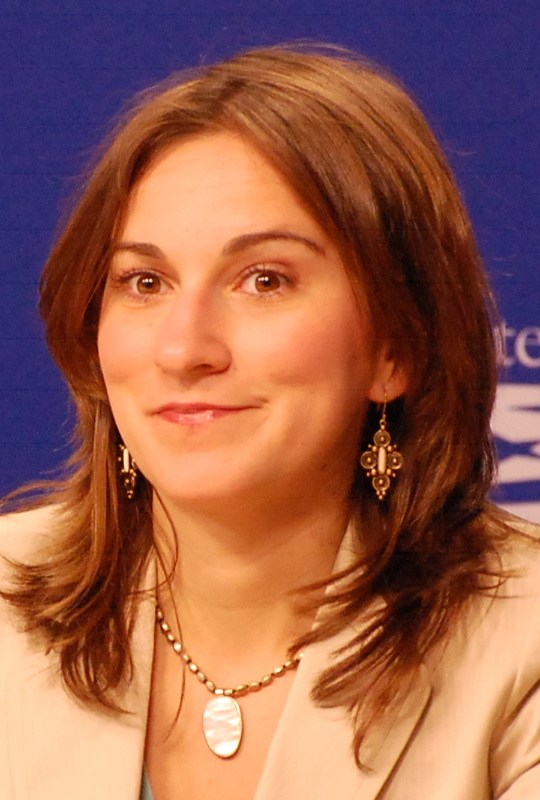
Mindy Finn (2008)

Mindy Finn (* 1981 in Houston, Texas) ist eine US-amerikanische Geschäftsfrau und Politikerin.

## Werdegang
Finn studierte Politikmanagement an der Boston University und der George Washington University. Später arbeitete sie als Journalistin, im September 2001 ging sie als Hauptstadtkorrespondentin für die Zeitung Republican-American nach Washington, D.C. Später arbeitete sie für Senator Mike Enzi und den Repräsentantenhausabgeordneten Lamar S. Smith, dabei war sie unter anderem für digitale Medien zuständig. Im Januar 2004 war sie als Stellvertreterin für die Webkampagne für Präsident George W. Bush zur Präsidentschaftswahl 2004 verantwortlich. Anschließend war sie für die Webpräsenz des Republican National Committee sowie bei den Vorwahlen zur Präsidentschaftswahl in den Vereinigten Staaten 2008 für die E-Strategie des republikanischen Kandidaten Mitt Romney zuständig. Bei den Präsidentschaftsvorwahlen 2012 unterstützte sie Tim Pawlenty.
Finn war Gründungsvorstand der Online-Medienstrategie-Beratungsfirma Engage. 2011 wechselte sie zu Twitter, wo sie bis 2013 als „Head of strategic partnerships“ in Washington D.C. arbeitete. Ab 2014 war sie wieder für das Republican National Committee sowie das National Republican Senatorial Committee als Beraterin tätig. Im Februar 2016 wechselte sie zur Beratungsfirma IMGE.
Finn initiierte 2015 die gemeinnützige Organisation Empowered Women, die sich für die Stärkung der Frauenrechte einsetzt.
Anfang Oktober 2016 kündigte der als unabhängiger Kandidat antretende Republikaner Evan McMullin an, dass die 35-jährige Finn bei der Präsidentschaftswahl in den Vereinigten Staaten 2016 ihn als Kandidatin für das Vizepräsidentenamt unterstützen werde. Ihre Kandidatur wurde auch als Antwort auf die kurz zuvor wegen Äußerungen von Donald Trump in einem Video verstärkt aufgekommenen Sexismusvorwürfe gegen den offiziellen Kandidaten der Republikanischen Partei gewertet, insbesondere da McMullin als „Never Trump“-Kandidat der Konservativen gilt.